# Chinatown (Liverpool)
Chinatown is de Chinese buurt van de Britse stad Liverpool. Het ligt in de buurt van het zuiden van het stadscentrum en de Liverpool Cathedral. Liverpool Chinatown vormt het oudste centrum van de Chinese gemeenschap in Europa. De Chinese poort in deze buurt is gebouwd in 2000 en is een van de grootste Chinese poorten buiten China. Met een hoogte van 13,5 meter is het de hoogste Chinese poort van Europa.
Volgens de statistieken wonen er in Liverpool 7.400 mensen (1,7% van de stadsbevolking) waarvan beide ouders Chinees zijn. Ze vormen de grootste niet-blanke bevolkingsgroep binnen de stad. Maar volgens de cijfers van de International Organization for Migration leven er tussen de 25.000 tot 35.000 Chinezen in de stad.

## Geschiedenis
In 1834 kwamen de eerste Chinezen aan in de haven van Liverpool. Ze handelden in goederen, zoals zijde en katoenwol. De echte Chinese migranten kwamen aan het eind van de jaren vijftig van de 19e eeuw. In deze periode nam de Blue Funnel Line als eerste maatschappij Chinese zeelieden in dienst op schepen die tussen Liverpool en de steden Shanghai en Hongkong voeren. Doel was om de lonen te drukken. Zij kregen eenvijfde van het loon van Britse zeelui en maakten veel langere dagen.
In de jaren negentig van die eeuw begon een klein aantal Chinezen met het oprichten van restaurants voor de Chinese zeelui. Een deel van de migranten trouwden met Britse vrouwen. Chinese vrouwen waren in het Westen zeer zeldzaam.
Aan het begin van de Tweede Wereldoorlog waren er rond de 20.000 Chinese mariniers in Liverpool gelegerd.

## Straten

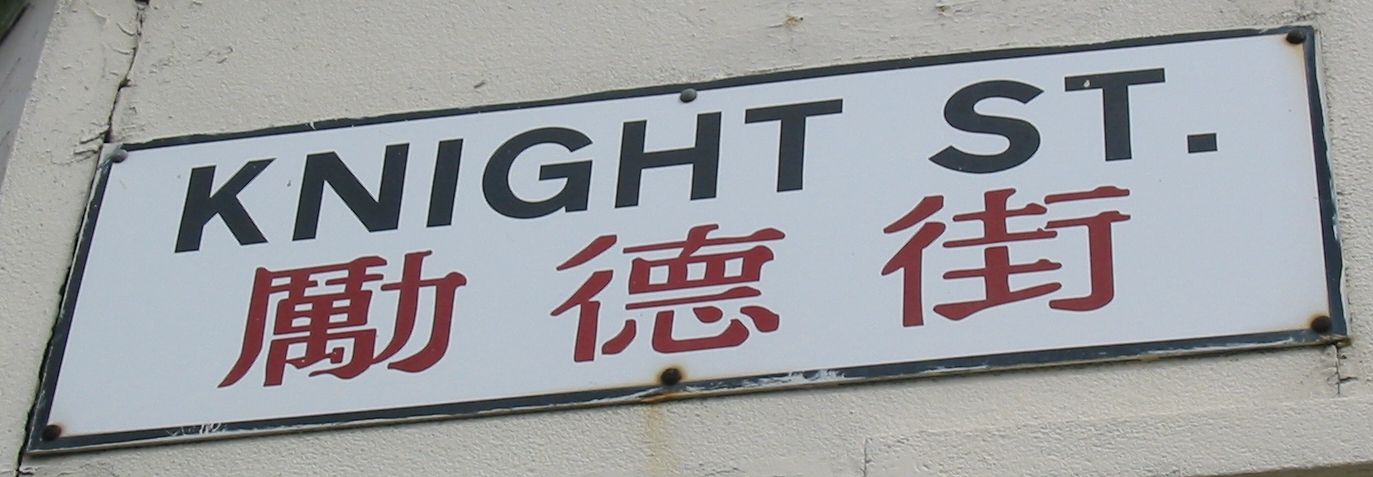
Tweetalig straatnaambord van Knight Street

De volgende straten worden als onderdeel van Chinatown gezien. De straatnaamborden bevatten zowel Engels, als traditioneel Chinees opschrift.
- Bailey Street - 貝利街
- Berry Street - 巴利街
- Cornwallis Street - 康和利士街
- Cummings Street - 卡明斯街
- Duke Street - 公爵街
- Griffiths Street - 居富士街
- Knight Street - 勵德街
- Nelson Street - 納爾遜街
- Roscoe Lane - 羅士高里
- Sankey Street - 桑基街
- Seel Street - 兆街
- Upper Duke Street - 上公爵街